# Layer 2 Tunneling Protocol
Layer Two Tunneling Protocol, L2TP (dekapsułkowanie danych tunelowanych za pomocą IPsec) – protokół umożliwiający tunelowanie ruchu IP, IPX oraz NetBEUI i przekazywanie go poprzez dowolne medium transmisyjne, obsługujące dostarczanie datagramów w połączeniu punkt-punkt, np. IP, X.25, Frame Relay czy ATM.

## Historia
Opublikowany w roku 1999 jako standard RFC 2661 ↓, L2TP pochodzi od dwóch starszych protokołów do komunikacji P2P: Od protokołu Cisco - L2F oraz od protokołu MicrosoftuPoint to Point Tunneling Protocol (PPTP). Nowa wersja protokołu, L2TPv3, pojawiła się jako standard RFC 3931 ↓ w roku 2005. L2TPv3 zapewnia m.in. dodatkowe zabezpieczenia oraz lepszą enkapsulację danych.

## Struktura pakietu L2TP[2]

### Zawartość
| Bity 0–15                     | Bity 16–31                     |
| ----------------------------- | ------------------------------ |
| Informacja o Flagach i wersji | Długość (opcjonalnie)          |
| Id Tunelu                     | ID Sesji                       |
| Ns (opcjonalnie)              | Nr (opcjonalnie)               |
| Rozmiar Offsetu (opcjonalnie) | Offset Pad (opcjonalnie)...... |
| Dane                          |                                |

### Oznaczenia pól

#### Flagi i wersja
Flagi kontrolne wskazujące na pakiet danych/pakiet kontrolny - definiują długość, sekwencję i pola offsetu.

#### Długość (opcjonalnie)
Całkowita długość wiadomości podana w bajtach. Obecna tylko wtedy, gdy ustawiona jest flaga długości.

#### Id Tunelu
Identyfikator połączenia kontrolnego.

#### ID Sesji
Identyfikator sesji w obrębie tunelu.

#### Ns (opcjonalnie)
Numer sekwencji dla tych danych lub wiadomości kontrolnej zaczyna się od zera i zwiększa się dla każdej wysłanej wiadomości.
Obecny tylko wtedy, gdy ustawiona jest flaga sekwencji.

#### Nr (opcjonalnie)
Numer sekwencji oczekiwanej wiadomości zwrotnej.

#### Rozmiar Offsetu (opcjonalnie)
Definiuje, na którym miejscu za nagłówkiem L2TP znajdują się dane. Jeżeli pole offsetu jest obecne, nagłówek L2TP kończy się za ostatnim bajtem offset pada. To pole jest obecne tylko wtedy, gdy ustawiona jest flaga offsetu.

#### Offset Pad (opcjonalnie)......
Zmienna długość, zależna od rozmiaru offsetu. Zawartość tego pola jest niezdefiniowana.

#### Dane
Zmienna długość (Maks. rozmiar danych = Maks. rozmiar pakietu UDP − rozmiar nagłówka L2TP)